# Moto X4
Il Moto X4, scritto anche Moto x4, (noto anche come Motorola Moto X4 o Motorola Moto X 4ª generazione) è uno smartphone dotato del sistema operativo Android sviluppato dalla Motorola Mobility, una divisione di Lenovo. Svelato il 31 agosto 2017 all'IFA, fa parte della linea Moto X precedentemente interrotta e dismessa nel 2015. È stato svelato in Europa alla fine di settembre 2017.